# María Duchen
María Rene Duchén Cuéllar (La Paz, Bolivia; 2 de agosto de 1965) es una periodista y presentadora de televisión boliviana. Fue también  candidata a la Vicepresidencia de Bolivia en las Elecciones nacionales de 2005.

## Biografía
Hizo sus estudios en el Instituto Americano de la ciudad de La Paz, saliendo bachiller en los Estados Unidos. Estudió ingeniería química y en paralelo comunicación social en la Universidad Católica Boliviana, carrera por la que se decidió. Cuenta con diplomados en derecho a la comunicación, microfinanzas, microeconomía y competitividad en el postgrado de Harvard. Es directora de Duchén & Asociados y preside la fundación Nueva Esperanza.
Su padre era de Potosí, su abuela de Cochabamba, y por parte materna tiene ascendencia cruceña.

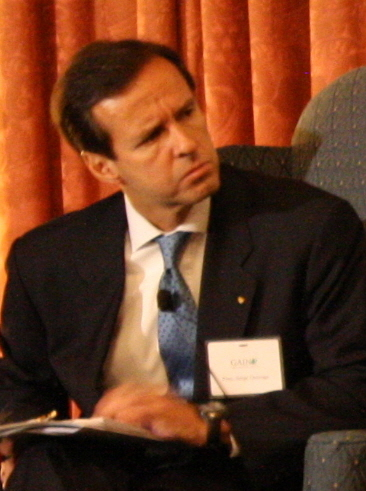
Jorge Quiroga Ramírez, candidato presidencial 2005 por PODEMOS y ex presidente de Bolivia.

Se hizo conocer en la televisión en 1990 como presentadora de noticias de la Red ATB. También trabajó en la empresa Coca-Cola por una temporada. Incursionó en la política en el 2005 cuando fue candidata vicepresidencial por la agrupación política PODEMOS acompañando a Jorge Quiroga Ramírez en las elecciones generales de ese año, quedando en el segundo lugar a nivel nacional con el 28,59% de los votos.
Después de su experiencia política regresaría a los medios de comunicación. En 2009 se retiraría de la programación de la Red PAT por un error proporcionando la primicia de un avión caído de Malasia airlines con imágenes de la serie Lost, continuando su labor periodística en radio Láser 98 de la ciudad de La Paz. Posteriormente se desempeñaría como conductora del noticiero central de Cadena A, además del programa semanal Nuestras vidas. También conduciría el programa Todo a pulmón.
En octubre de 2016 hace su retorno a las pantallas de la Red ATB en donde se hace cargo de la conducción de ATB Noticias y del programa de análisis y entrevistas Anoticiando. También conduce un programa matutino en ATB Radio.
Su labor en los medios de comunicación ha sido siempre bien valorada por la población boliviana, logrando reconocimientos importantes en su carrera profesional: premio Maya Bolivia 2017 a la trayectoria en medios de comunicación, premio Luis Espinal Camps 2018 otorgado por la Asamblea Legislativa Plurinacional de Bolivia, premio Titicaca 2019 a la trayectoria periodística.